# Great Falls (Montana)
Great Falls is een plaats (city) in de Amerikaanse staat Montana, en valt bestuurlijk gezien onder Cascade County.
Sinds 1904 is Great Falls de zetel van een rooms-katholiek bisdom.

## Demografie
Bij de volkstelling in 2000 werd het aantal inwoners vastgesteld op 56.690.
In 2006 is het aantal inwoners door het United States Census Bureau geschat op 56.215, een daling van 475 (-0.8%).

## Geografie
Volgens het United States Census Bureau beslaat de plaats een oppervlakte van
51,6 km², waarvan 50,5 km² land en 1,1 km² water.

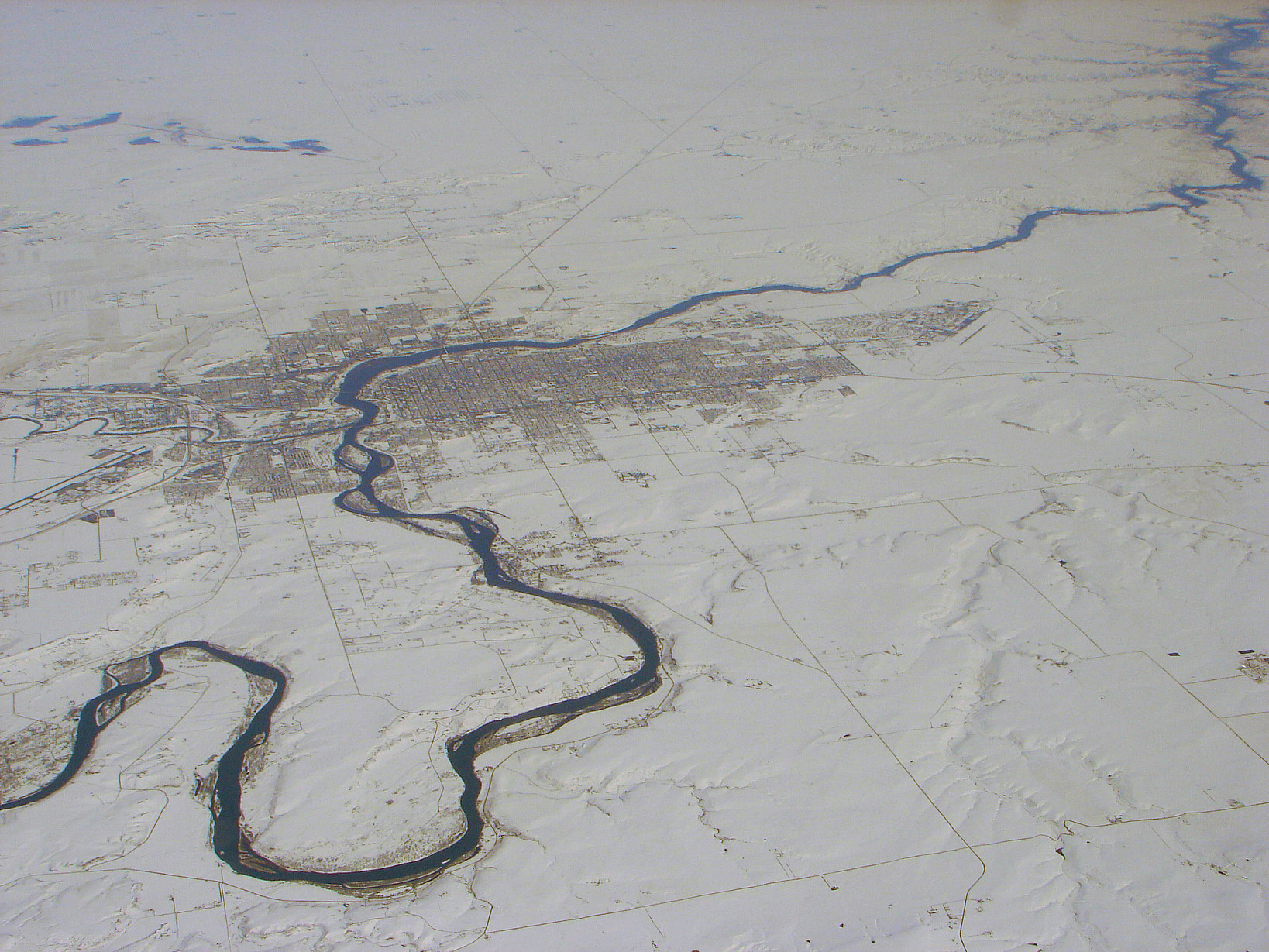
Great Falls en de rivier de Missouri

## Plaatsen in de nabije omgeving
De onderstaande figuur toont nabijgelegen plaatsen in een straal van 24 km rond Great Falls.

## Het Mariana ufo-incident
Het Mariana ufo-incident vond plaats in augustus 1950 in Great Falls. Nicholas "Nick" Mariana, algemeen directeur van het Great Falls "Electra" minor-league baseball team, en zijn secretaresse namen twee "heldere, zilveren bollen" waar die zich snel bewogen over het lege baseballstadion van de stad. Mariana gebruikte zijn camera om de objecten te filmen, en die film was een van de eerste waarop een ufo te zien was. Het incident kreeg brede nationale bekendheid en wordt beschouwd als een van de eerste grote ufo-incidenten in de Verenigde Staten. Sinds 2007 heet het team Great Falls Voyagers ter herinnering aan deze gebeurtenis. Voordien had het verschillende andere namen: Dodgers, Electrics, Giants, Selectrics, White Sox. Het team beschikt over een groen logo dat een 'alien' in een vliegende schotel uitbeeldt.